# RY Leporis
Désignations
RY Leporis est une étoile variable de type Delta Scuti située à environ 436 pc (∼1 420 al) de la Terre dans la constellation du Lièvre.

## Variabilité et propriétés
RY Leporis est une étoile blanche de la séquence principale de type spectral A9V. Sa température de surface est estimée à 6 849 K. Sa métallicité apparaît être assez proche de la métallicité solaire, avec une indice [Fe/H] de -0,05.
RY Lep est plus grande et massive que Sirius, son rayon étant de 5,90 R☉ et sa masse est estimée à 2,71 M☉[réf. nécessaire]. 
Elle est une étoile relativement jeune par rapport à d'autres étoiles comme le Soleil, avec un âge de 550 millions d'années.

## Binaire
De récentes études ont montré que RY Leporis est dans un système binaire. Elle est orbitée par une autre étoile plus petite qui boucle une révolution en environ 730 jours. Le compagnon est suspecté d'être une naine blanche, dont la masse est estimée à 1,1 M☉. Le système a pendant longtemps été catalogué comme une binaire à éclipses, mais il apparaît être une variable de type δ Scuti à forte amplitude.